# Ostrya rehderiana
Ostrya rehderiana är en björkväxtart som beskrevs av Woon Young Chun. Ostrya rehderiana ingår i släktet Ostrya och familjen björkväxter. Inga underarter finns listade.
Arten förekommer i kulliga områden i provinsen Zhejiang i Kina mellan 200 och 400 meter över havet. Den ingår i lövskogar och luftens fuktighet ligger ungefär vid 78 procent. I samma skogar hittas vanligen Pinus massoniana, Cyclobalanopsis glauca, Castanopsis sclerophylla, Dalbergia hupeana och Lespedeza davidii. Knopp av hankön utvecklas under juli och blomningen sker under nästa april. Trädet utvecklar i september frukter och den kastar sina blad i november.
Beståndet hotas av skogsröjningar och när skogar med bambu odlas. IUCN kategoriserar arten globalt som akut hotad.